# Johan Nordströms och Sten Lindroths pris
Johan Nordströms och Sten Lindroths pris för framstående vetenskapligt arbete tilldelas avhandlingar inom ämnesområdet idé- och lärdomshistorias intressesfär. Priset på 20 000 kr delades mellan 1984 och 2015 ut i samband med Lärdomshistoriska samfundets årsmöte. Från och med 2016 delas priset ut av Institutionen för idé- och lärdomshistoria i Uppsala.
Beslut om pristagare fattas av en priskommitté bestående av representanter från ämnet idé- och lärdomshistoria vid landets olika universitet. Priskommittén sammansättning varierar från år till år för att garantera mångfald av perspektiv och för att undvika jäv.

## Pristagare
- 1984 – Svante Lindqvist, Uppsala, Technology on Trial: The Introduction of Steam Power Technology into Sweden, 1715-1736
- 1987 – Kjell Jonsson, Umeå, Vid Vetandets gräns: Om skiljelinjen mellan naturvetenskap och metafysik i svensk kulturdebatt 1870-1920
- 1992 – Eva Lundgren-Gothlin, Göteborg, Kön och existens: Studier i Simone de Beauvoirs Le deuxième sexe, och Christer Skoglund, Stockholm, Vita mössor under röda fanor: Vänsterstudenter, kulturradikalism och bildningsideal i Sverige 1880-1940
- 1993 – Marco Beretta, Uppsala, The Enlightenment of Matter: The Definition of Chemistry from Agricola to Lavoisier
- 1994 – Åsa Bergenheim, Umeå, Barnet, libido och samhället: Om den svenska diskursen om barns sexualitet 1930-1960, och Anders Ekström, Uppsala, Den utställda världen: Stockholmsutställningen 1897 och 1800-talets världsutställningar
- 1997 – Suzanne Gieser, Uppsala, Den innersta kärnan: Djuppsykologi och kvantfysik: Wolfgang Paulis dialog med C.G. Jung, och Ulla Manns, Stockholm, Den sanna frigörelsen: Fredrika-Bremer-förbundet 1884-1921
- 1999 – Jonas Hansson, Lund, Humanismens kris: Bildningsideal och kulturkritik i Sverige 1848-1933, och Thord Silverbark, Stockholm, Fysikens filosofi: Diskussioner om Einstein, relativitetsteorin och kvantfysiken i Sverige 1910-1970.[2]
- 2000 – Michael Azar, Göteborg, Frihet, jämlikhet, brodermord: Revolution och kolonialism hos Albert Camus och Frantz Fanon, och Jenny Beckman, Uppsala, Naturens palats: Nybyggnad, vetenskap och utställning vid Naturhistoriska riksmuseet 1861-1925
- 2002 – Christer Nordlund, Umeå, Det upphöjda landet: Vetenskapen, landhöjningsfrågan och kartläggningen av Sveriges förflutna, 1860-1930
- 2003 – Solveig Jülich, Linköping, Skuggor av sanning: Tidig svensk radiologi och visuell kultur
- 2004 – Frans Lundgren, Uppsala, Den isolerade medborgaren: Liberalt styre och uppkomsten av det sociala vid 1800-talets mitt, och Charlotte Cristensen-Nugues, Lund, Och de skall vara ett hjärta: Konsensusdoktrinen i medeltida kanonisk rätt
- 2005 – Anna Tunlid, Lund, Ärftlighetsforskningens gränser: Individer och institutioner i framväxten av den svenska genetiken
- 2006 – Peter Josephson, Uppsala, Den akademiska frihetens gränser: Max Weber, Humboldtmodellen och den värdefria vetenskapen, och Thomas Karlsohn, Göteborg, Passage mellan medier: Vilém Flusser, datorn och skriften[3]
- 2007 – Elin Bommenel, Linköping,Sockerförsöket: Kariesexperimenten 1943-1960 vid Vipeholms sjukhus för sinnesslöa
- 2008 – Victoria Fareld, Göteborg, Att vara utom sig inom sig: Charles Taylor, erkännandet och Hegels aktualitet[4]
- 2009 – Per Lundin, Stockholm, Bilsamhället: Ideologi, expertis och regelskapande i efterkrigstidens Sverige
- 2010 – Andreas Hellerstedt, Stockholm, Ödets teater: Ödesföreställningar i Sverige vid 1700-talets början[5]
- 2012 – Maria Björk, Uppsala, Problemet utan namn? Neuroser, stress och kön i Sverige från 1950 till 1980
- 2014 – Petter Tistedt, Uppsala, Visioner om medborgerliga publiker: Medier och socialreformism på 1930-talet
- 2016 – Linn Holmberg, Umeå, The Forgotten Encyclopedia. The Maurists’ Dictionary of Arts, Crafts, and Sciences, the Unrealized Rival of the Encyclopédie of Diderot and d’Alembert[6]
- 2018 – Matts Lindström, Stockholm, Drömmar om det minsta: Mikrofilm, överflöd och brist 1900-1970.